# Smil II. z Lichtenburka
Smil II. z Lichtenburka († po 1288) byl český šlechtic z rodů Lichtenburků.

## Život
První zmínka o něm pochází z roku 1262, kdy svědčil na darovací listině svého stejnojmenného otce Smila z Lichtenburka. Po dobu celého života zůstával se svými bratry v nedílu, výrazně se věnoval hospodářským záležitostem a spolupodílel se na řízení a rozvoji rodových statků. Zemřel bezdětný po roce 1288, kdy o něm nemáme již žádné zprávy.